# Spaceman (Babylon Zoo)
Spaceman is een nummer van de Britse rockband Babylon Zoo uit 1996. Het is de eerste single van hun debuutalbum The Boy With the X-Ray Eyes.
Het nummer begint elektronisch met robotachtige vocals, maar al snel gaat het nummer meer de alternatieve rock- en postgrunge-kant op. Het nummer eindigt op dezelfde manier waarop het begon. Het begin van het nummer werd in 1995 gebruikt in een reclame voor Levi's, waar het nummer ook zijn populariteit aan dankt. Het werd een top 10-hit in West- en Noord-Europa en Oceanië. Al snel na het uitbrengen van het nummer, steeg het naar de eerste positie in het Verenigd Koninkrijk. In de Nederlandse Top 40 haalde het nummer de 4e positie, en in de Vlaamse Ultratop 50 werd het ook een nummer 1-hit.